# Емерик Угорський
Емерик Угорський, Святий Емерик, Святий Імре, (угор. Imre, близько 1000, Веспрем — 02 вересня 1031, Трансільванія) — угорський королевич з дому Арпадів, син короля Стефана I Угорського, католицький святий.
Про життя Імре збереглося мало відомостей. Він був, імовірно, другим сином короля Стефана і єдиним, який дожив до дорослого віку. Про походження імені Імре існує дві версії. За однією Імре був названий на честь дядька, імператора Генріха II Святого, таким чином, Імре — угорський варіант імені нім. Heinrich. За іншою версією, Імре — це угорський варіант німецького імені нім. Emmerich. У молодості його вчителем був святий Геллерт, який виховував принца в строгому і аскетичному дусі. Стефан I бачив у Імре свого наступника, писав для нього повчання, в яких викладав поради з управління державою і планував у кінці життя зробити його своїм співправителем. Існує переказ, що Імре дав у кафедральному соборі Веспрема обітницю цнотливості. 1031 року отримав герцогство Нітранське.
У 31-річному віці Імре загинув від нападу кабана під час полювання в Трансильванії на території сучасного румунського жудця Біхор. Був похований у королівській усипальниці в Секешфегерварі. Аж до початку турецького ярма могила Емеріка була об'єктом паломництва. У 1083 році Імре був канонізований папою Григорієм VII одночасно зі своїм батьком. День пам'яті в Католицькій церкві — 4 листопада. Головний іконографічний атрибут — лілія, символ непорочності.